# Astroloba bullulata
Astroloba bullulata (лат.) — вид суккулентных растений рода Астролоба (Astroloba), семейства Асфоделовые (Asphodelaceae), произрастающий на территории Капской провинции ЮАР.

## Название
Родовое латинское (научное) название Astroloba от др.-греч. ἄστρον — «звезда» и др.-греч. λοβός — «лепесток» и относится к звездообразной форме лепестков, которые образуются на концах трубчатых цветков.
Видовой латинский эпитет «bullulata» обусловлен присутствием характерных бугорков на листьях.

## Описание

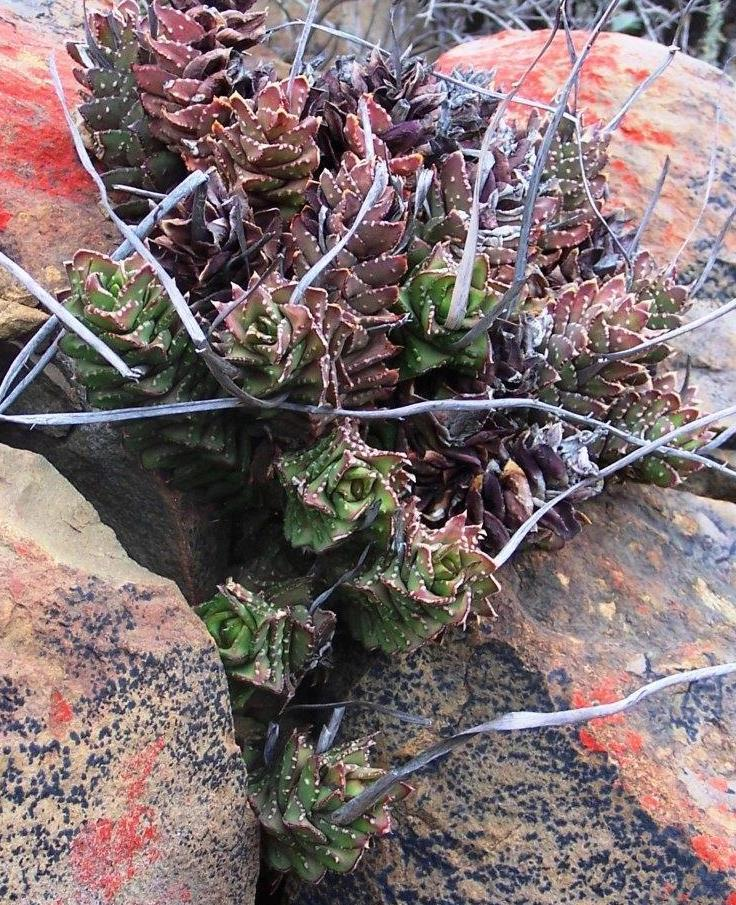
В естественной среде обитания, Кару

Astroloba bullulata — стеблевой суккулент, достигающий высоты до 30 см. Листья данного вида имеют темно-зеленый цвет и острую форму, часто украшены выступающими бугорками, которые могут быть разбросаны или располагаться рядами. Цветки собраны в рыхлые кисти, вертикально расположенные, зеленовато-коричневого цвета с желтыми околоцветниковыми листочками.

## Таксономия
Astroloba bullulata (Jacq.) Uitewaal, первое упоминание в Succulenta (Netherlands) 28: 53 (1947).
Гомотипные (основанные на одном и том же номенклатурном типе):
- Aloe bullulata Jacq. (1809)
- Apicra bullulata (Jacq.) Willd. (1811)
- Haworthia bullulata (Jacq.) Parr (1971)
- Tulista bullulata (Jacq.) G.D.Rowley (2013)

Гетеротипные (основанные на разных номенклатурных типах):
- Apicra egregia Poelln. (1930)
- Astroloba egregia (Poelln.) Uitewaal (1947)
- Astroloba egregia var. fardeniana Uitewaal (1948)
- Haworthia egregia (Poelln.) Parr (1971)
- Haworthia egregia var. fardeniana (Uitewaal) Parr (1971)